# Alessandro Nesta
Alessandro Nesta OMR (Róma, 1976. március 19. –) egykori olasz válogatott, világbajnok labdarúgó, edző.
Négyszer volt tagja az UEFA év csapatának, nála többször csak Thierry Henryt választották be többször (öt alkalommal) ebbe a csapatba. Pelé 2004-ben beválasztotta a FIFA 100-ba.
Az olasz válogatottban, ahol 1996-ban mutatkozott be, 78 alkalommal lépett pályára, tagja volt a 2000-es Európa-bajnokságon ezüst-a 2006-os világbajnokságon aranyérmet szerző nemzeti csapatnak is.

## Pályafutása

### Lazio
Nesta tehetségét Francesco Rocca, az AS Roma akkori edzője fedezte fel, ám mivel apja Lazio-drukker volt, így visszautasította Rocca ajánlatát. 1985-ben csatlakozott a Lazio akadémiájához, ahol több poszton, csatárként és középpályásként is játszott, míg végül megragadt a védelemben.
Az első csapatban 1994. március 13-án mutatkozott be, az Udinese elleni 2–2-es bajnokin Pierluigi Casiraghit váltotta a 78. percben. Először akkor került a figyelem középpontjába, amikor edzésen eltörte csapattársa, Paul Gascoigne lábát. 1997-ben már csapatkapitányként léphetett pályára. 1998-ban és 2000-ben kupagyőztes, utóbbi évben bajnok is lett. Az első kupadiadal alkalmával ő szerezte a győztes gólt a AC Milan ellen. 1998-ban ő lett az év fiatal játékosa. Az 1998-99-es szezonban KEK-et is nyert a csapattal. Ebben az évben olasz szuperkupát is nyert a Lazio, azonban a bajnoki hajrát elbukták az AC Milannal szemben.
Az UEFA-szuperkupa 1999-es döntőjében legyőzték a Manchester Unitedet, az olasz bajnokság 1999-2000-es idényében pedig bajnoki címet ünnepelhettek, ráadásul a kupát is elhódították. A következő szezont az olasz szuperkupa megnyerésével kezdték, és Dino Zoff vezetésével bejutottak a Bajnokok Ligája második csoportkörébe. Az ezt követő években a Lazio jelentősen meggyengült, a 2000-2001-es szezonban csak  6. lett a bajnokságban és a Bajnokok Ligája csoportköréből sem jutottak tovább, azonban Nestát 2000 és 2002 között sorozatban háromszor választották a bajnokság legjobb védőjátékosának.

### Milan

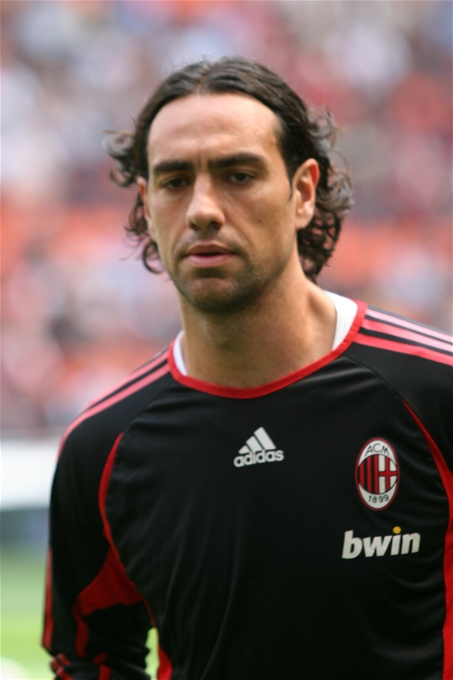
Nesta Milan játékosként

A 2002-03-as szezon előtt a Lazio anyagi gondjai súlyosbodtak, így folyamatosan adta el legjobbjait, így Nestát is, aki az AC Milan játékosa lett.
Első szezonja jól sikerült, ugyanis a Milan rögtön megnyerte a BL-t. A következő szezonban európai szuperkupa-győzelemnek és bajnoki címnek örülhetett. Ebben a két évben beválasztották az UEFA év csapatába és újra elnyerte a bajnokság legjobb védője díjat.  A 2004-2005-ös idényben ismét eljutott csapatával aBL-döntőbe, ezúttal sokáig emlékezetes mérkőzésen alulmaradtak a Liverpoollal szemben. Bár a 2006-07-es szezon nagy részét kénytelen volt kihagyni, igaz a athéni győztesen megvívott BL-döntőben már pályára lépett, egyúttal visszavágtak a Liverpoolnak a két évvel azelőtti vereségért. A szezon végén 2011-ig hosszabbított szerződést.
A 2008-09-es szezonban ismét súlyosan megsérült, egyedül a bajnokság zárófordulójában, a Fiorentina ellen léphetett pályára. 2009 októberében, pályafutása során először, két gólt szerzett a Chievo ellen.
A 2010-2011-es bajnokságban nagyszerű védőpárost alkotott a brazil Thiago Silvával, az AC Milan mindössze 24 gólt kapott a 38 forduló során. Az egész idény alatt hallani lehetett találgatásokat, hogy visszavonul a szezon végén, azonban május 18-án aláírt még egy évre. A bajnokság végén beválasztották a szezon csapatába.
2011. augusztus 6-án szuperkupa-győzelemmel kezdte utolsó Milan-szezonját. A Seria A-ban a második helyen végeztek a Juventus mögött, a kupában az elődöntő, a Bl-ben pedig a negyeddöntő jelentette a végállomást. 2012. május 10-én, egy sajtótájékoztatón jelentette be visszavonulását. Tíz éven át szolgálta a milánó csapatot, két bajnoki címet és Bajnokok Ligáját, egy Olasz Kupát, valamint két-két UEFA-szuperkupát, FIFA-klubvilágbajnokságot és olasz szuperkupát nyert az AC Milannal, amelynek mezét 325 alkalommal húzta magára, ezalatt tíz gólt szerezve.

### Montreal Impact

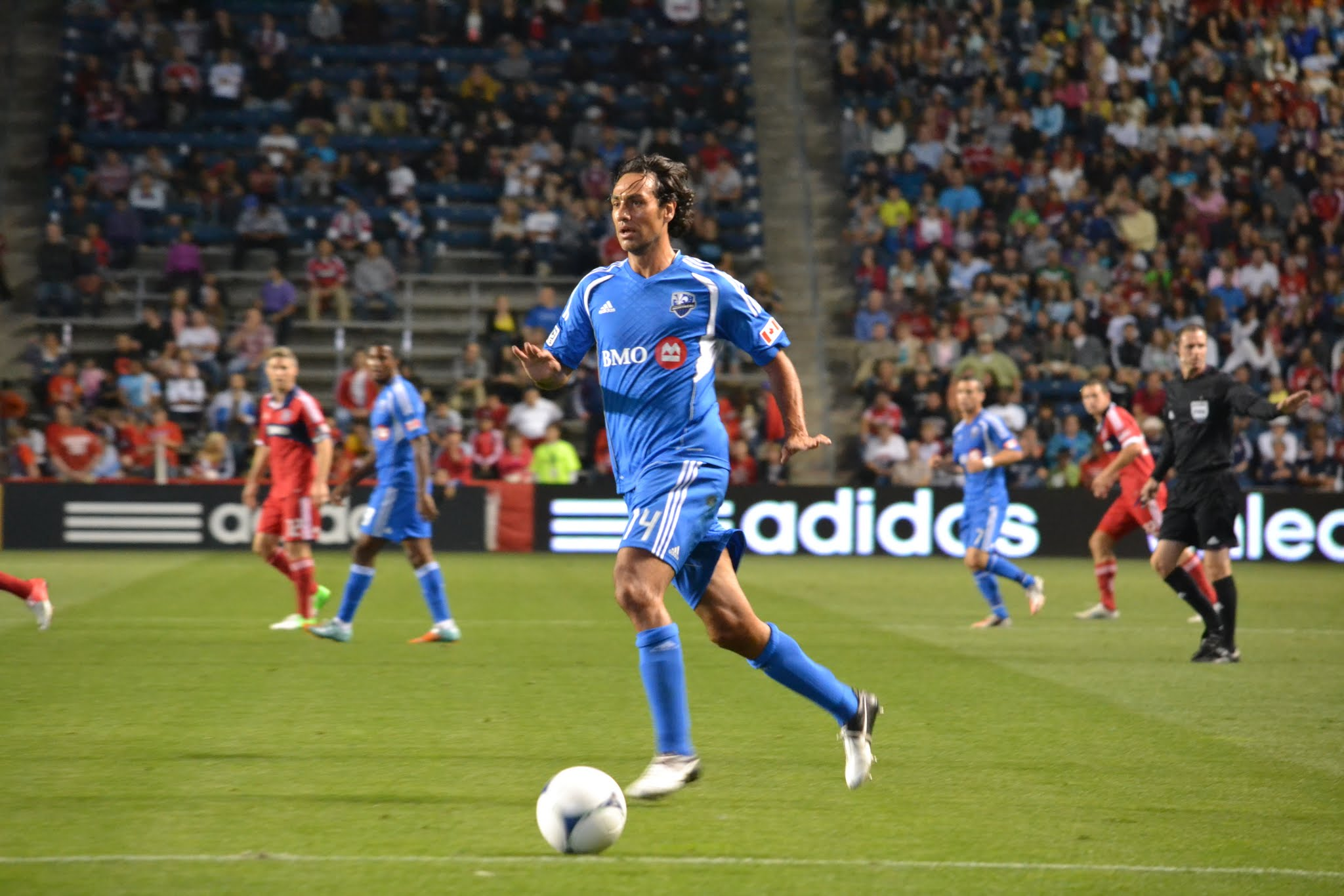
Nesta a labdával a Montreal Impact színeiben 2012 szeptemberében

2012 július 15-én egy 18 hónapos szerződést kötött az amerikai bajnokságban szereplő Montreal Impact csapatával, ahol honfitársai közül akkor már ott játszott Marco di Vaio, Matteo Ferrari és Bernardo Corradi is. Július 24-én egy Lyon elleni barátságos mérkőzésen mutatkozott be új csapatában. Az MLS-ben három nappal később debütált egy New York Red Bulls elleni mérkőzésen. 2013-ban megnyerte az egyetlen itteni jelentős trófeáját, a Montreal elhódította a kanadai bajnoki címet, így a következő szezonban indulhatott a CONCACAF-bajnokok ligájában. 2013. október 20-án jelentette be visszavonulását.

### Chennaiyin FC
Marco Materazzi hívására 2014-ben csatlakozott az indiai Chennaiyin csapatához az idény hátralevő részére. Decemberben debütált egy Delhi Dynamos elleni bajnokin Mikaël Silvestrevel együtt a védelem közepén.

### Válogatott
1996-ban U21-es Európa-bajnoki címet szerzett a U21-es válogatottal. A torna során hat meccsen lépett pályára, ezeken egy gólt szerzett.
A nagyválogatottban 1996-ban, Moldova ellen mutatkozhatott be. Az 1998-as világbajnokságon mind a három csoportmérkőzésen pályára lépett a negyeddöntőig jutó válogatottban, ott azonban sérülése miatt nem játszhatott.
1996-tól 2006-ig minden egyes világversenyen részt vett a válogatottal, 2000-ben Európa-bajnoki ezüstérmes lett, az utolsó nagy tornáján, 2006-ban világbajnok címet nyert, bár a torna jelentős részét ki kellett hagynia egy sérülés miatt. Ezt követően lemondta a válogatottságot. Hiába próbálta őt visszahívni az akkori szövetségi kapitány, Roberto Donadoni a 2008-as Európa-bajnokság idejére, ő nem változtatott elhatározásán. 2010-ben Marcello Lippi is megpróbálta rábírni a folytatásra, Nesta ekkor is visszautasította a felkérést.

## Edzői pályafutása

### Miami
2015. szeptember 1-én felkérték, hogy legyen az újonnan alakult Miami FC vezetőedzője. A klub a North American Soccer League-ben, az amerikai másodosztályban szerepel 2016 áprilisától. 2017 novemberében lemondott a posztjáról.

### Perugia Calcio
2018. június 13-án az olasz másodosztályban szereplő Perugia Calcio vezetőedzője lett.

### Frosinone
2019. június 17-én nevezték ki a Frosinone vezetőedzőjének két évre, de a tisztséget csak július 1-jétől vette át. 2021. március 23-án menesztették és a helyét Fabio Grosso vette át.

## Játékstílusa

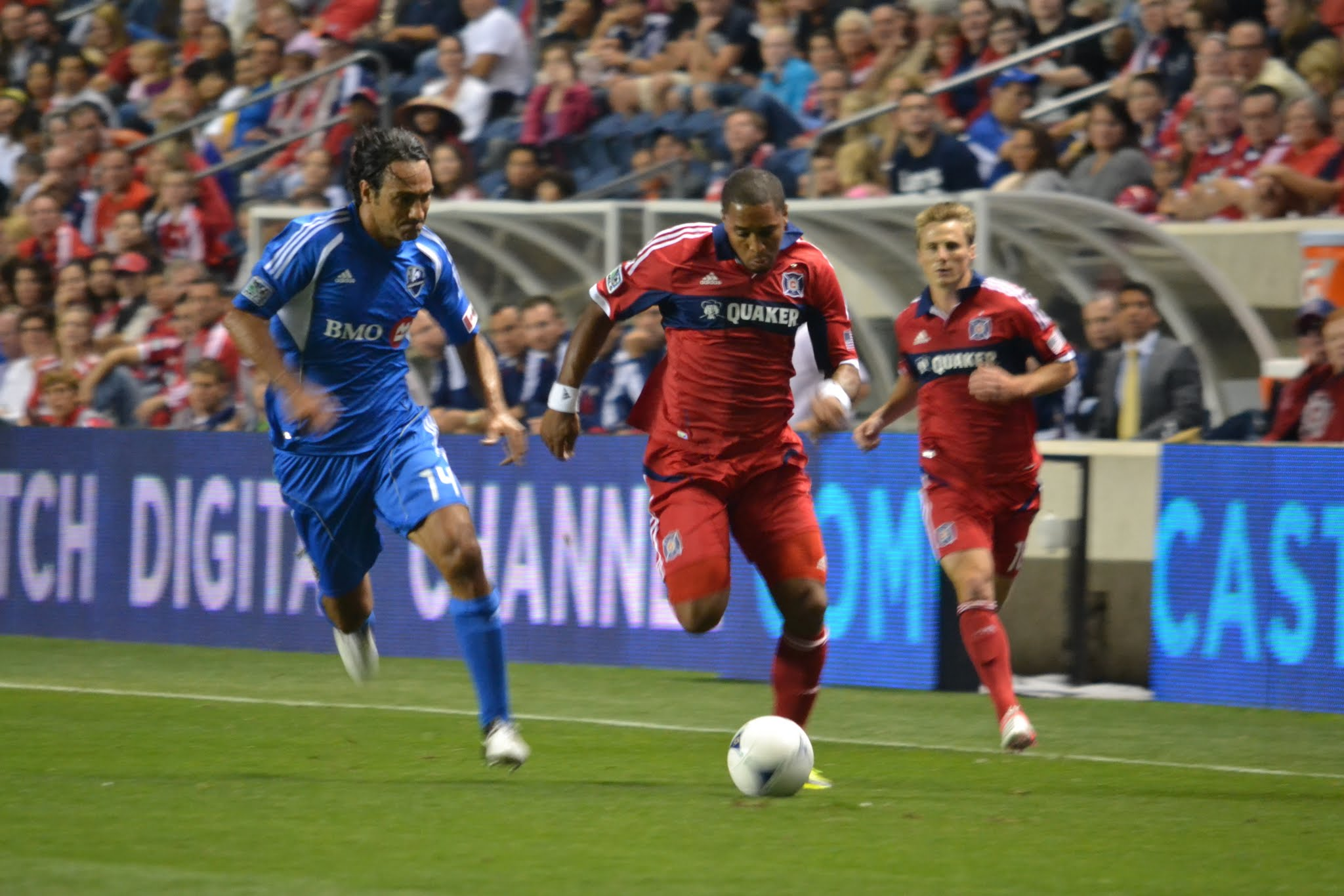
Nesta Sherjill MacDonaldot próbálja szerelni egy Chicago Fire elleni bajnokin 2012 szeptemberében

A szakértők és a szurkolók is korosztályának legjobbjai között tartották számon, kemény, ennek ellenére sportszerű védő volt, aki a kapu előtt bármilyen pozícióban bevethető volt. Rendkívül elegánsan, intelligensen futballozott, valamint jól látott a pályán. Nagyszerűen fejelt, sokoldalúságára jellemző, hogy pályája elején inkább szélső hátvédet, vagy amolyan söprögetőt játszott, míg pályafutása vége felé a védősor közepén irányított. Pályáját sokszor hátráltatták sérülések, ezt támasztja alá, hogy bár három világbajnokságon is járt, az egyenes kieséses szakaszban egy találkozón sem lépett pályára.

## Magánélete
Menyasszonyát, Gabriela Pagnozzit, akit az 1998-as világbajnokság ideje alatt ismert meg, egy polgári szertartás keretein belül vette feleségül 2007. május 7-én. Két gyermekük van, Szófia és Tommaso.

## A médiában
Szerepel a Neri Parenti által rendezett 1998-as Paparazzi című filmben. Az Electronic Arts népszerű videójátékában, a FIFA 2016-ban bekerült a Legendák Ultimate csapatába.

## Pályafutása statisztikái
| Teljesítmény klubjában | Teljesítmény klubjában | Teljesítmény klubjában | Bajnokság | Bajnokság | Kupa         | Kupa         | Nemzetközi | Nemzetközi | Összesen | Összesen |
| Szezon                 | Klub                   | Bajnokság              | Mérk.     | Gól       | Mérk.        | Gól          | Mérk.      | Gól        | Mérk.    | Gól      |
| Olaszország            | Olaszország            | Olaszország            | Bajnokság | Bajnokság | Coppa Italia | Coppa Italia | Európa     | Európa     | Összesen | Összesen |
| ---------------------- | ---------------------- | ---------------------- | --------- | --------- | ------------ | ------------ | ---------- | ---------- | -------- | -------- |
| 1993-94                | Lazio                  | Serie A                | 2         | 0         | -            | -            | -          | -          | 2        | 0        |
| 1994-95                | Lazio                  | Serie A                | 11        | 0         | 1            | 0            | -          | -          | 12       | 0        |
| 1995-96                | Lazio                  | Serie A                | 23        | 0         | 2            | 0            | 3          | 0          | 28       | 0        |
| 1996-97                | Lazio                  | Serie A                | 25        | 0         | 4            | 0            | 4          | 0          | 33       | 0        |
| 1997-98                | Lazio                  | Serie A                | 30        | 0         | 9            | 1            | 10         | 1          | 49       | 2        |
| 1998-99                | Lazio                  | Serie A                | 20        | 1         | 2            | 0            | 4          | 0          | 26       | 1        |
| 1999-00                | Lazio                  | Serie A                | 28        | 0         | 2            | 0            | 9          | 0          | 39       | 0        |
| 2000-01                | Lazio                  | Serie A                | 29        | 0         | 1            | 0            | 8          | 0          | 38       | 0        |
| 2001-02                | Lazio                  | Serie A                | 25        | 0         | 1            | 0            | 6          | 0          | 32       | 0        |
| 2002-03                | Milan                  | Serie A                | 29        | 1         | 5            | 1            | 14         | 0          | 48       | 2        |
| 2003-04                | Milan                  | Serie A                | 26        | 0         | 4            | 1            | 6          | 0          | 36       | 1        |
| 2004-05                | Milan                  | Serie A                | 29        | 0         | 3            | 0            | 12         | 0          | 44       | 0        |
| 2005-06                | Milan                  | Serie A                | 30        | 1         | 2            | 0            | 10         | 0          | 42       | 1        |
| 2006-07                | Milan                  | Serie A                | 14        | 0         | 0            | 0            | 8          | 0          | 22       | 0        |
| 2007-08                | Milan                  | Serie A                | 29        | 1         | 0            | 0            | 7          | 0          | 36       | 1        |
| 2008-09                | Milan                  | Serie A                | 1         | 0         | 0            | 0            | 0          | 0          | 1        | 0        |
| 2009-10                | Milan                  | Serie A                | 22        | 3         | 0            | 0            | 7          | 0          | 29       | 3        |
| Összesen               | Olaszország            | Olaszország            | 373       | 7         | 36           | 3            | 108        | 1          | 517      | 11       |
| Karrierje összesen     | Karrierje összesen     | Karrierje összesen     | 373       | 7         | 36           | 3            | 108        | 1          | 517      | 11       |

### Válogatott
| Olaszország | Olaszország   | Olaszország |
| Év          | Pályára lépés | Gólok       |
| ----------- | ------------- | ----------- |
| 1996        | 2             | 0           |
| 1997        | 7             | 0           |
| 1998        | 7             | 0           |
| 1999        | 6             | 0           |
| 2000        | 13            | 0           |
| 2001        | 5             | 0           |
| 2002        | 10            | 0           |
| 2003        | 7             | 0           |
| 2004        | 10            | 0           |
| 2005        | 5             | 0           |
| 2006        | 6             | 0           |
| Összesen    | 78            | 0           |

## Sikerei, díjai

### Klub
- SS Lazio:
  - Bajnok: 1999-2000
  - Kupagyőztes: 1997-98, 1999-2000
  - Szuperkupa-győztes: 1998, 2000
  - KEK-győztes: 1998-99
  - UEFA-szuperkupa-győztes: 1999
- AC Milan:
  - Bajnok: 2003-04
  - Kupagyőztes: 2003-04
  - Szuperkupa-győztes: 2004
  - BL-győztes: 2002-03, 2006-07

### Válogatott
- U21-es Európa-bajnok: 1996
- Európa-bajnoki ezüstérmes: 2000
- Világbajnok: 2006

### Egyéni
- Serie Az év fiatal labdarúgója: 1998
- Eb-All Star-csapat: 2000
- Serie A év hátvédje: 2000, 2001, 2002, 2003
- FIFA 100-tag
- UEFA-év csapata: 2002, 2003, 2004, 2007